# Oluf Worm (1757–1830)
Oluf (eller Ole) Worm, född den 22 oktober 1757, död den 12 september 1830, var en dansk skolman, systerson till Jens Worm. 
Worm, som antog moderns släktnamn Worm, blev 1788 rektor vid Horsens lärda skola, verkade på denna befattning till1829. 
Han vann under tiden det största anseende som pedagog, och utnämndes till titulär professor, liksom han upptogs i Videnskabernes Selskab. 
Utöver en rad översättningar av latinska och grekiska klassiker, till dels utgivna efter hans död, skrev han en
avhandling om Ciceros tal pro Marcello (1803).